# Parafia św. Anny Samotrzeciej w Opolu-Chmielowicach

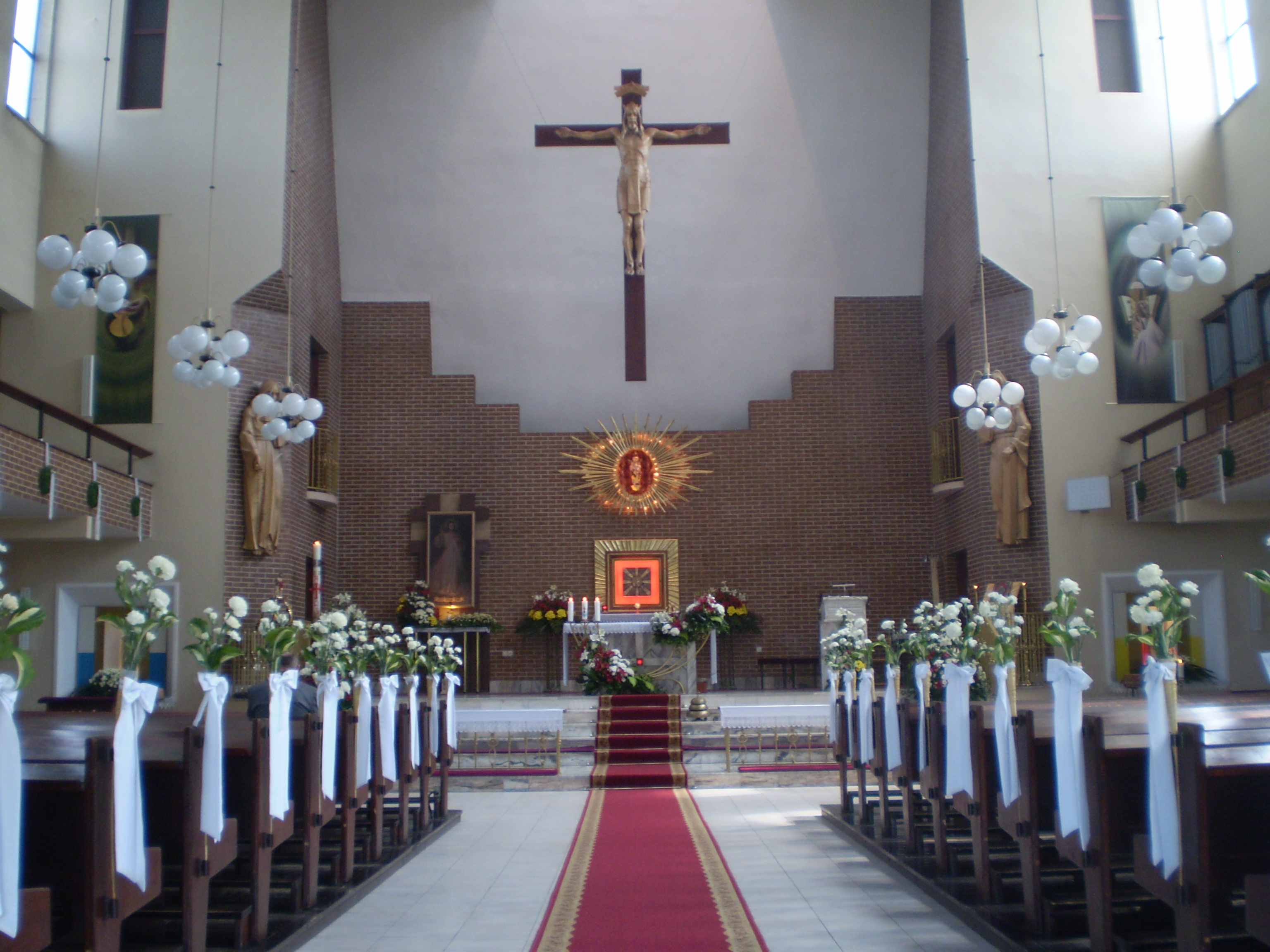
Wnętrze kościoła

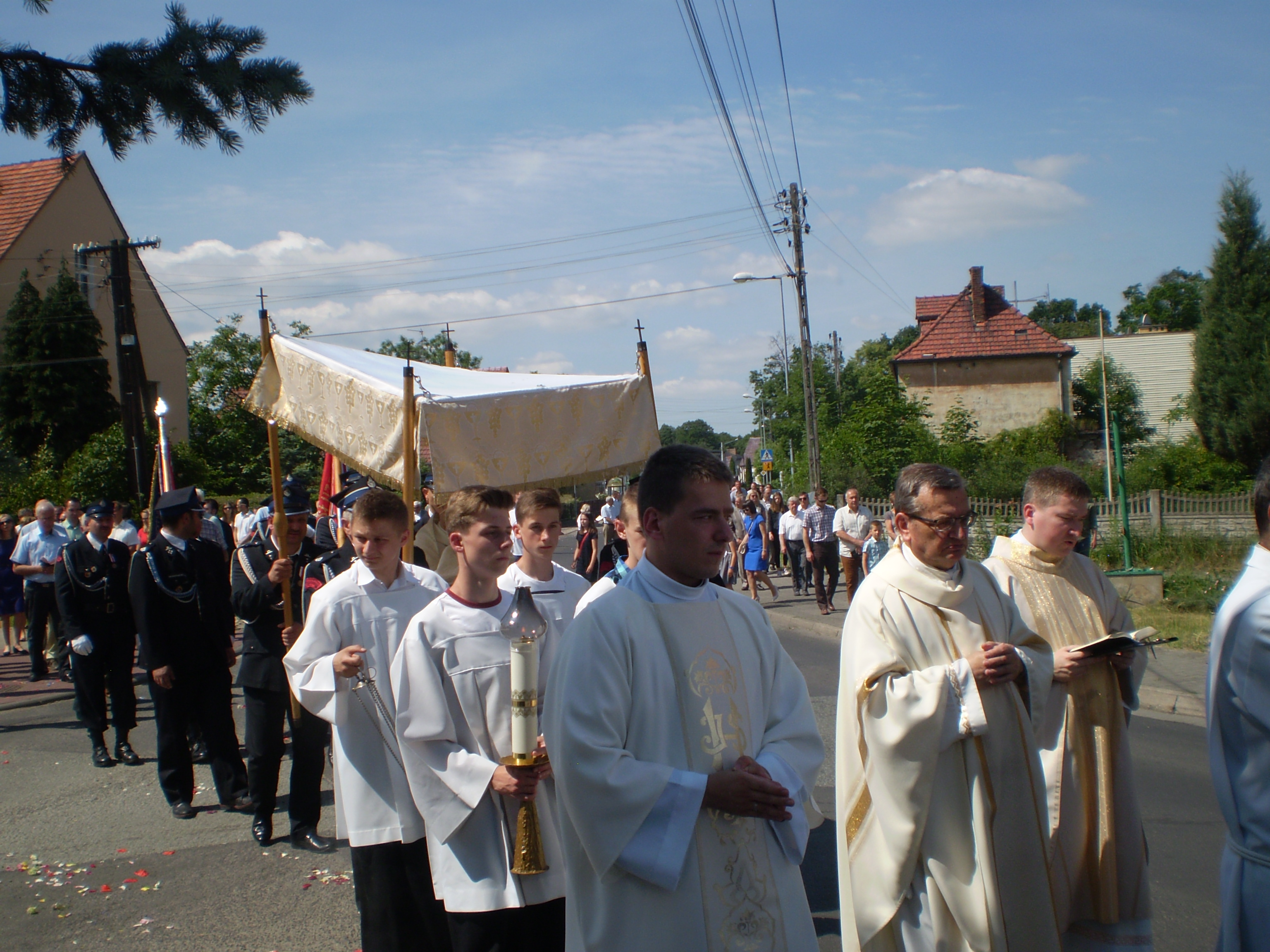
Uroczystość Bożego Ciała w Opolu-Chmielowicach w 2017 roku, koncelebrowana przez pierwszego proboszcza ks. Alfreda Michalika

Parafia św. Anny Samotrzeciej – rzymskokatolicka parafia położona przy ulicy Nyskiej 6 w Opolu. Parafia należy do dekanatu Opole-Szczepanowice w diecezji opolskiej.

## Historia parafii
Do 1980 roku Chmielowice należały do parafii św. Józefa w Opolu-Szczepanowicach. Dnia 7 października 1980 roku, na podstawie dekretu księdza biskupa Alfonsa Nossola, została erygowana parafia. Pierwszym proboszczem parafii został ks. Alfred Michalik. Funkcję tę sprawował do 2 sierpnia 2018 roku. W 1990 roku został wybudowany kościół parafialny, którego konsekracji dokonał 7 października 1990 roku, ks. bp Jan Bagiński.

## Zasięg parafii
Do parafii należy około 2200 wiernych z Opola mieszkających w dzielnicach: Chmielowice i Żerkowice oraz z miejscowości Dziekaństwo. 

### Szkoły i przedszkola
- Publiczna Szkoła Podstawowa nr 30 w Opolu,
- Publiczne Przedszkole nr 60 w Opolu.

## Proboszczowie
- ks. Alfred Michalik (1980–2018)
- ks. Jacek Biernat (od 2018)[2].

## Grupy parafialne
- Parafialna Rada Duszpasterska,
- Szafarze Komunii Świętej,
- Ministranci,
- Marianki,
- Lektorzy[1].